# 一笑懸命/イナヅマ侍
「一笑懸命／イナヅマ侍」（いっしょうけんめい／イナヅマざむらい）は、遊助の9枚目のシングル。2011年11月9日にソニー・ミュージックレコーズから発売された。
テーマは、「愛」

## 概要
羞恥心の解散前ラストシングル。前作「雄叫び」から約3か月ぶりのシングルとなる。
2009年に「たんぽぽ/海賊船/其の拳」で、トリプル両A面シングルをリリースしているが、両A面シングルとしては本作が初めてとなる。
2011年2月2日に発売されたアルバム『あの・・夢もてますケド。』の収録曲「I will go my way!!」のPVが初回生産限定盤Aに収録されている。しかし、新たにPV用に映像を撮影したのではなく、2011年に行われたライブツアー「これ、ひつぜんですケド。」中の映像を使用している。

## CDタイプ
- 初回生産限定盤A
  - CD+DVD (4min) +オリジナルシールA付属
- 初回生産限定盤B
  - CD+DVD (8min) +オリジナルシールB付属
- 通常盤

## 収録曲

### 通常盤（CDのみ）
1. 一笑懸命 [3:51]
作詞：遊助、作曲：河田総一郎（soulife）・遊助、編曲：佐々木望（soulife）
2. イナヅマ侍 [4:31]
作詞：遊助、作曲・編曲：N.O.B.B
3. Snow Road [5:41]
作詞：遊助、作曲：遊助・中谷あつこ、編曲：中谷泰啓
4. 旅路 [1:17]
作詞・作曲：遊助
遊助が「レコーディング中にふと口ずさみできた曲」とのこと[4]。
5. 一笑懸命 -instrumental-

### 初回生産限定盤A（DVD付）
CD
1. 一笑懸命
2. イナヅマ侍
3. Snow Road
4. 一笑懸命 -instrumental-

DVD
1. I will go my way!!　Music Video

特典
- 特製ステッカーA

### 初回生産限定盤B（DVD付）
CD
1. イナヅマ侍
2. 一笑懸命
3. Snow Road
4. イナヅマ侍 -instrumental-

DVD
1. イナヅマ侍　Music Video

特典
- 特製ステッカーB